# Николаос Алекторидис
Николаос Алекторидис (на гръцки: Νικόλαος Αλεκτορίδης) е гръцки художник, живописец и зограф, представител на Мюнхенската школа в гръцката живопис.

## Биография
Роден е в 1874 година в големия западномакедонски град Костур, тогава в Османската империя. Заминава за Цариград, където се обучава при италианския художник Фаусто Зонаро. След края на обучението си Алекторидис се установява в Атина, където работи като зограф. В 1902 година участва в Цариградското художествено изложение. В 1903 година заедно с Василиос Хадзис отваря ателие, където художници като Георгиос Бузианис и Периклис Византиос са сред учениците му. Алекоридис участва в Атинското международно изложение в 1907, 1908 и в 1909 година.
В последните си години Алекторидис се посвещава на иконопиството, към което подхожда новаторски, модернизирайки византийската стенопис. Умира в 1909 година в Атина.